# 盛永要
盛永 要（もりなが かなめ、1901年12月27日 - 1976年）は、日本の実業家で学校経営者。学校法人旭川大学理事長。富山県出身。

## 略歴
- 尋常小学校卒業後、農業に従事
- 1924年日本陸軍除隊後、旭川西神楽産業組合勤務
- 1939年盛永組を創業
- 1948年株式会社盛永組に改組し、代表取締役社長に就任
- 1956年旭川建設業協会会長に就任
- 1970年旭川商工会議所会頭（ - 1976年）
- 1973年株式会社盛永組代表取締役会長に就任
- 1974年学校法人旭川大学理事長に就任（ - 1976年）
- 逝去

この他、旭川信用金庫理事や北海道建設業審議会委員なども務めた。

## エピソード
- 性格は温厚篤実な性格であり、信条は「最大の努力を尽くしあとは無華の光明に抱かれることを祈るのみ」とし、その人間味や包容力で官民問わず信頼を集めたといい、名前の通り「扇の要」の如き人物であったという。
- もともと農業をしていたことが縁で土地改良区事業を幅広く手掛けた。